# Келеровий многовид
Келеровий многовид — многовид з трьома взаємно сумісними структурами: комплексною структурою, рімановою метрикою і симплектичною формою.
Названі на честь німецького математика Еріха Келера.

## Означення
Як симплектичний многовид, келеровий многовид — це симплектичний многовид {\displaystyle (K,\omega )} з інтегровною майже комплексною структурою, яка узгоджується з симплектичною формою.
Як комплексний многовид, келеровий многовид — це ермітів многовид із замкнутою ермітовою формою. Така ермітова форма називається келеровою.

## Зв'язок між означеннями
Нехай {\displaystyle h} — ермітова форма,
{\displaystyle \omega } — симплектична форма
і {\displaystyle J} — майже комплексна структура.
Узгодженість {\displaystyle \omega } і {\displaystyle J} значить, що форма:
{\displaystyle g(u,v)=\omega (u,Jv)}
є рімановою; тобто додатньо визначеною.
Зв'язок між цими структурами можна висловити тотожністю:
{\displaystyle h=g-i\omega .}